# Manuela Malasaña
Manuela Malasaña Oñoro (Madri, 10 de março de 1791 - Madri, 2 de maio de 1808) foi uma das vítimas do Levantamento de 2 de Maio de 1808, reprimido pelas tropas napoleônicas destacadas para atuar na capital espanhola, Madri. É considerada uma das heroínas populares daquele confronto e da posterior Guerra de Independência Espanhola.

## Biografia
Era filha do padeiro francês Jean Malesange, sobrenome este espanholizado para Malasaña, e de sua esposa Marcela Oñoro. Trabalhava como costureira. Vivia no quarto andar do número 18 da rua de São André, no então bairro de "Maravillas" (bairro este que começou a ser chamado a partir da década de 1980 de "Malasaña" e que se encontra atualmente incluído dentro do bairro de Universidad). 
As circunstâncias de sua morte, com dezessete anos de idade, são controversas: segundo uma das versões do ocorrido, Manuela teria se juntado a outras jovens para defender o Parque de Artilharia de Monteleón, situado na praça batizada posteriormente como Praça do 2 de Maio, sendo, então, liderada pelos oficiais Luis Daoíz e Pedro Velarde. Ela teria ajudado na entrega de pólvora e munições e teria sido mortalmente ferida por um disparo inimigo.
Segundo outra versão, Manuela teria permanecido durante a batalha no ateliê onde trabalhava: ao voltar para casa, teria sido abordada por uma patrulha de soldados franceses, os quais teriam tentado abusar dela. Manuela teria, então, tentado se defender com as tesouras que utilizava em sua profissão; ou, então, ao debater-se, teria deixado, à mostra, as tesouras. De qualquer modo, acusada de portar uma arma, teria sido executada, ficando o seu corpo registrado como o de número 74 na relação de 409 vítimas conservada nos arquivos militares e municipais de Madri.
Foi enterrada no Hospital de la Buena Dicha, na rua de Silva, que havia sido fundado em 1594 e que acolhia aos pobres; neste mesmo local, foram atendidos muitos dos feridos nos confrontos deste dia, e enterrados muitos dos mortos.

## Homenagens
Seu retrato se encontra atualmente na Sala de Heroínas do Museu do Exército da Espanha. A cidade de Madri lhe homenageou com o nome de uma rua e de uma região do bairro Universidad; sua cidade natal, Móstoles, também lhe dedicou, como homenagem, o nome de uma rua e o de uma estação da Linha 12 do metrô de Madri.